# 秦都区
秦都区（しんと-く）は中華人民共和国陝西省咸陽市に位置する市轄区。

## 行政区画
- 街道:人民路街道、西蘭路街道、呉家堡街道、渭陽西路街道、陳楊寨街道、古渡街道、上林街道、釣台街道、馬泉街道、渭浜街道、双照街道、馬荘街道